# トンボコープ
トンボコープは、日本の4人組ロックバンド。2022年4月5日結成。
バンド名は、虫の「トンボ」と組合を示す英語「coop（コープ）」を組み合わせた造語。トンボの"この指とまれ"にかけて音楽が色々な人の耳にとまって寄ってきてほしいという意味が込められている。

## メンバー
雪村りん（2002年1月8日（23歳） - ）
ボーカル担当。東京都出身。作曲・作詞・編曲を手掛ける。
影響を受けたアーティストは、ゆず、indigo la End、RADWIMPS、BUMP OF CHICKENなど。
中学まで野球をやっていて祖父の影響で阪神タイガースファン。
そらサンダー（2002年1月5日（23歳） - ）
ギター担当。東京都出身。
影響を受けたアーティストは、THE 2、ONE OK ROCK、RADWIMPS、BUMP OF CHICKENなど。
林龍之介（2001年12月26日（23歳） - ）
ドラム担当。東京都出身。作曲・作詞を手掛ける。
影響を受けたアーティストは、RADWIMPS、BUMP OF CHICKENなど。
大のヒップホップ好き。
でかそ（2001年6月13日（24歳） - ）
ベース担当。東京都出身。
影響を受けたアーティストは、THE 2、 teto（現the dadadadys）、RADWIMPS、BUMP OF CHICKENなど。

## 来歴

### 2022年
- 4月5日、本格始動。

- 8月25日 1st Digital Single「信号花火」をリリース。テレビ朝日系列 YTS山形テレビ 深夜版「Ｄｏ～んな天気」 2022年9月度タイアップソングに抜擢。

### 2023年
- 2月22日 2nd Digital Single「ストーリーモンスター」をリリース。
- 4月26日 3rd Digital Single「Now is the best!!!」をリリース。
- 初となる自主企画『トンボコープ pre. 結成1周年記念ライブ「Now is the best!!!」』を開催。チケットは開催1ヶ月前にしてSOLD OUT。
- 6月7日 4th Digital Single「嘘だって」をリリース。
- SNSにて「Now is the best!!!」が口コミにより拡散され、Spotify 週間バイラルチャート2週連続1位を獲得。
- 8月20日Summer Sonic 2023出演
- 7月12日5th Digital Single「夢の10年後」をリリース。チバテレビ「高校野球ダイジェスト」番組エンディングテーマソングとして書き下ろした楽曲。
- 2023年8月30日には1st mini album「羽化」発売。
- 10月11日Digital Single「風の噂」をリリース。
- 12月20日Digital Single「独裁者」をリリース。
- 12月28日"COUNTDOWN JAPAN 23/24"出演

### 2024年
- 2月21日Digital Single「喜怒哀楽」をリリース。
- 3月13日Digital Single「サンポリズム」をリリース。
- 3月23日ツタロックフェス2024出演。[3]
- 4月3日2nd mini album『ファースト・クライ・ベイビー』を発売。
- 4月13日恵比寿リキッドルームにて1st ONEMAN LIVE 『BUTTERFLY EFFECT』を開催。
- 5月5日「JAPAN JAM 2024」出演。BUZZ STAGEのトリを務めた。[4]
- 5月11日「METROCK2024」大阪公演出演。
- 7月3日Digital Single「彗星」をリリース。7月7日の七夕の日に開催された「若者のすべて  -YOUNG, ALIVE, IN LOVE MUSIC- # 05」にて初披露。
- 7月15日「Lucky Fes」出演。
- 8月28日Digital Single「フラッシュバック」をリリース。
- 9月15日～10月24日全国8都市9公演を巡る1st oneman live tour『WORLD ILLUMINATION』を開催。
- 10月9日Digital Single「daratto」をリリース。
- 11月6日Digital Single「オールアローン」をリリース。

### 2025年
- 1月15日Digital Single「あとがき」をリリース。
- 4月4日豊洲PITにて結成3周年を記念したワンマンライブ 3rd Anniversary ONEMAN LIVE『BIRTHDAY』を開催予定だったがメンバーインフルエンザ感染により中止。
- 2025秋 avex cutting edgeよりメジャーデビュー予定

## ディスコグラフィ

### Digital Single
|      | 発売日     | タイトル             | 備考                                    |
| ---- | ---------- | -------------------- | --------------------------------------- |
| 1st  | 2022.8.25  | 信号花火             | 作詞：雪村りん・林龍之介 作曲：雪村りん |
| 2nd  | 2023.2.22  | ストーリーモンスター | 作曲・作詞：雪村りん                    |
| 3rd  | 2023.4.26  | Now is the best!!!   | 作曲・作詞：林龍之介                    |
| 4th  | 2023.6.7   | 嘘だって             | 作曲・作詞：雪村りん                    |
| 5th  | 2023.7.12  | 夢の10年後           | 作曲・作詞：雪村りん                    |
| 6th  | 2023.10.11 | 風の噂               | 作曲・作詞：雪村りん、林龍之介          |
| 7th  | 2023.12.20 | 独裁者               | 作曲・作詞：雪村りん                    |
| 8th  | 2024.2.21  | 喜怒哀楽             | 作曲・作詞：雪村りん                    |
| 9th  | 2024.3.13  | サンポリズム         | 作曲・作詞：雪村りん                    |
| 10th | 2024.7.3   | 彗星                 | 作曲・作詞：林龍之介                    |
| 11th | 2024.8.28  | フラッシュバック     | 作曲・作詞：雪村りん                    |
| 12th | 2024.10.9  | daratto              | 作曲・作詞：雪村りん                    |
| 13th | 2024.11.6  | オールアローン       | 作曲・作詞：林龍之介                    |
| 14th | 2025.1.15  | あとがき             | 作曲・作詞：雪村りん                    |

### EP
|     | 発売日    | タイトル                     | 備考                                                           |
| --- | --------- | ---------------------------- | -------------------------------------------------------------- |
| 1st | 2023.8.30 | 羽化                         | 未流通作品 東名阪タワーレコード3店舗のみ未流通コーナーにて取扱 |
| 2nd | 2024.4.3  | ファースト・クライ・ベイビー | タワーレコード限定                                             |

## タイアップ
| 使用年 | 曲名         | タイアップ                                                                      |
| ------ | ------------ | ------------------------------------------------------------------------------- |
| 2022年 | 信号花火     | テレビ朝日系列 YTS山形テレビ 深夜版「Do～んな天気」 2022年9月度タイアップソング |
| 2023年 | 夢の10年後   | チバテレビ「高校野球ダイジェスト」番組エンディングテーマソング                  |
| 2023年 | 過呼吸愛     | テレビ東京系 ドラマ『やわ男とカタ子』オープニングテーマ                         |
| 2024年 | サンポリズム | ショートドラマ『毎日はにかむ僕たちは。』                                        |